# 小行星6097
小行星6097（英語：6097 Koishikawa）是一颗围绕太阳公转的小行星。1991年10月29日，圓舘金、渡邊和郎在北见发现了此天体。
这颗小行星的绝对星等为205.24889等。